# 松永一輝
松永 一輝（まつなが かずき、1995年1月16日 - ）は、日本の男性声優。茨城県出身。

## 来歴
中学、高校時代は6年間バドミントン部で過ごす。高校卒業後に声優の専門学校に2年間通ったのち、レッスン回数が多めだったというEARLY WING付属養成所であるWAHO學院に入所。
2018年春放送のテレビアニメ『踏切時間』でレギュラーキャストに抜擢され、これがプロデビュー作となった。

## 人物
低めの身長に見合った高めの声が特徴だが、かつてはその声が好きではなくコンプレックスだった。『24時間テレビ』で障害者が頑張っている姿を見た晩、自分の耳が全く聞こえなくなり、自分の言葉すら聞こえないという夢を見る。そのことがきっかけで自分の声に対しての考え方が変わり、喋れるというだけで凄く有難いことだと思い、声を使った仕事がやりたいと考え始め、声優を目指すようになった。
一途な性格で、良くも悪くもすぐに人を信用してしまう。催眠術にかかりやすい体質でもある。また、かまってちゃんなところがあるという。
日本舞踊が好きで、声優業以外では踊る仕事をしてみたいと考えている。
趣味はネットショッピングや料理。かつてはパティシエになろうと考えており、製菓の専門学校へ行くことも検討していた。
同事務所の松岡一平と仲が良く、ラジオ番組『松岡・今井のRADIO ν WING』やニコキャス『松岡一平のいっぺーん聞いてみ?』の料理配信にゲスト出演している。憧れの声優に千葉繁を挙げる。

## 出演
太字はメインキャラクター。

### テレビアニメ
- 踏切時間（2018年、田西[5]）

### ゲーム
- サウザンドメモリーズ（2018年、気練の大鎌使ドリュー[10]）
- A3!（2018年、笹川郁[11]）
- 戦国大河（2018年、森蘭丸[12]）
- クイズRPG 魔法使いと黒猫のウィズ（2019年、プロセ）
- ひよこ社長のまちづくり（2020年、ビランツちゃん[13]）

### デジタルコミック
- 一礼して、キス（2017年、岸本翔 他）

### 吹き替え

#### アニメ
- どうぶつたんけん!ドゥダとダダ（2021年、パド[14]）

### 舞台
- アッガンベープロデュース旗揚げ公演「あゆみ」（2019年5月23日 - 26日、千本桜ホール） - 石澤彗 役[15]
- 朗読劇「学園デスパネル2020」（2020年6月11日、座・高円寺2） - K.S 役[16] ※無観客公演での実施（リモート公演）
- 劇団めでたし第14回公演「妖怪戦記おどろ怪」（2023年5月24日 - 28日、 シアター・バビロンの流れのほとりにて）夜叉丸役 [17]